# C大調迴旋曲 (莫扎特)
C大調小提琴與樂隊迴旋曲，作品號K. 373，是莫扎特創作的音樂作品，1781年4月2日於維也納完成。此曲同樣是為一直演奏莫扎特小提琴作品的小提琴家布魯勒堤（Antonio Brunetti）而寫的，而6日後的首演，羅馬帝國的科羅雷多皇子（德语：Rudolph Joseph von Colloredo）亦是座上客之一。
有別於K261和K269的替換性質，現時學者對莫扎特為何創作這首樂曲的動機仍未完全掌握，特別是莫扎特於1775年一口氣創作多首小提琴協奏曲後，便再沒有為獨奏小提琴寫過任何交響作品。而樂曲為C大調，亦與同時間的小提琴作品並不吻合，曾經有人猜想可能是一首已放棄或銷毀的作品一部份，但同樣並沒有足夠的證據支持論點。

## 分析

### 配器
- 獨奏小提琴
- 木管樂器：2雙簧管
- 銅管樂器：2圓號
- 絃樂器：第1小提琴、第2小提琴、中提琴、大提琴及低音提琴

### 參照
1. ↑   （页面存档备份，存于） (德語版本)。

## 外部連結
- 《C大調迴旋曲 (莫扎特)》：谱子和报道（德语），《莫扎特全集》
- C大調迴旋曲 (莫扎特)：国际乐谱典藏计划上的乐谱